# Klaus Schendzielorz
Klaus Schendzielorz (* 24. März 1941) ist ein ehemaliger deutscher Fußballspieler, der für die BSG Stahl Eisenhüttenstadt 1969/70 in der DDR-Oberliga, der höchsten Spielklasse im DDR-Fußball aktiv war.

## Sportliche Laufbahn
Erst im Alter von 26 Jahren begann Klaus Schendzielorz seine Laufbahn im höherklassigen Fußball. In der Saison 1967/68 stieß er zur Betriebssportgemeinschaft (BSG) Stahl in Eisenhüttenstadt und bestritt in der zweitklassigen DDR-Liga 15 von 30 Punktspielen. In der nächsten Spielzeit gehörte er bereits zum Spielerstamm, als er in 29 Ligaspielen zum Einsatz kam. Damit war er einer der wichtigsten Spieler, die den Aufstieg in die DDR-Oberliga erkämpften. Als Spieler in der Abwehr gehörte Schendzielorz in der Oberligasaison 1969/70 mit 25 Einsätzen in den 26 Punktspielen ebenfalls zum Spielerstamm. Zusätzlich bestritt er auch ein Punktspiel mit der 2. Mannschaft in der DDR-Liga. Da die Oberliga-Mannschaft nicht den Klassenerhalt schaffte und der DDR-Fußballverband der BSG Stahl schwerwiegende Verstöße gegen die Verbandsstatuten vorwarf, wurde die bisherige Oberligamannschaft in die drittklassige Bezirksliga Frankfurt (Oder) strafversetzt. Stahl Eisenhüttenstadt beendete mit Schendzielorz die Bezirksligasaison 1971 als Bezirksmeister und Aufsteiger in die DDR-Liga. Diese spielte von der Saison 1971/72 mit fünf Staffeln, in denen jeweils 22 Spiele zu absolvieren waren. Schendzielorz bestritt 14 Ligaspiele und war damit an der Qualifikation für die Oberligaaufstiegsrunde beteiligt. Er wurde in sieben der acht Aufstiegsspiele eingesetzt, seine Mannschaft verpasste aber als Dritter unter den fünf Bewerbern die Rückkehr in die Oberliga. Als 31-Jähriger ging Schendzielorz 1972 in seine letzte Spielzeit im höherklassigen Spielbetrieb und bestritt 1972/73 nur noch fünf Begegnungen in der DDR-Liga. Danach hatte er eine Bilanz von 25 Oberliga- und 64 DDR-Ligaspielen aufzuweisen. Als Abwehrspieler war er dabei ohne Torerfolg geblieben.